# Kang Sŏng San
Kang Sŏng San (kor. 강성산; ur. 3 marca 1931, zm. 2007) – północnokoreański polityk, od 27 stycznia 1984 do 29 grudnia 1986 i od 11 grudnia 1992–21 lutego 1997 pełnił funkcję premiera.